# Uwa (Rosja)
Uwa (ros. Ува) – osiedle typu miejskiego w Rosji, w Udmurcji, ośrodek administracyjny rejonu uwińskiego. W 2010 liczyło 19 984 mieszkańców, wśród których 13 127 zadeklarowało narodowość rosyjską, 74 ukraińską, 21 białoruską, 50 niemiecką, 18 mołdawską, 20 ormiańską, 3 grecką, 5 gruzińską, 5 awarską, 8 dargijską, 5 lezgińską, 3 osetyjską, 10 tadżycką, 485 tatarską, 15 baszkirską, 24 czuwaską, 10 kazachską, 10 azerską, 4 uzbecką, 6 gagauską, 5 mordwińską, 5943 udmurcką, 22 maryjską, 6 eweńską, a 105 osób nie wskazało żadnej.